# Републикански път III-804
Републикански път IIІ-804 е третокласен път, част от Републиканската пътна мрежа на България, преминаващ изцяло по територията на Пловдивска област. Дължината му е 21,7 km.
Пътят се отклонява надясно при 252,5 км на Републикански път I-8 в западната част на село Поповица и се насочва на югозапад през Горнотракийската низина. Преминава последователно през селата Селци и Болярци и достига до центъра на град Асеновград, където се съединява с Републикански път II-58 при неговия 60,8 km.
| Пътища, отклоняващи се надясно (населено място, № на пътя, посока на пътя) | km   | Пътища, отклоняващи се наляво (посока на пътя, № на пътя, населено място) |
| -------------------------------------------------------------------------- | ---- | ------------------------------------------------------------------------- |
| Община Садово, I-8, 252,5 km, с. Поповица →                                | 0,0  | → с. Поповица, 252,5 km, I-8, Община Садово                               |
| с. Селци                                                                   | 1,6  | с. Селци                                                                  |
|                                                                            | 3,9  | → общински път (за с. Богданица)                                          |
|                                                                            | 5,1  | → общински път (за с. Богданица)                                          |
| (за 5,9 km на III-8006) общински път, с. Болярци ←                         | 11,2 | → Болярци, общински път (за с. Избеглии)                                  |
| Община Асеновград                                                          | 13,4 | Община Асеновград                                                         |
|                                                                            | 16,5 | → общински път (за с. Боянци)                                             |
| гр. Асеновград                                                             | 19,0 | ← гр. Асеновград, 40,5 km, III-667 (от с. Плодовитово)                    |
| (от гр. Садово) III-8006, 14,7 km, гр. Асеновград →                        | 20,4 | гр. Асеновград                                                            |
| гр. Асеновград                                                             | 21,7 | ← гр. Асеновград, 60,8 km, II-58 (от 326,5 km на I-5)                     |